# Fuji T-1
El Fuji T-1 fue un avión de entrenamiento a reacción subsónico usado por la Fuerza Aérea de Autodefensa de Japón. El primer prototipo del T-1 voló por primera vez el enero de 1958, llegándose a fabricar un total de 66 aeronaves.

## Diseño y desarrollo

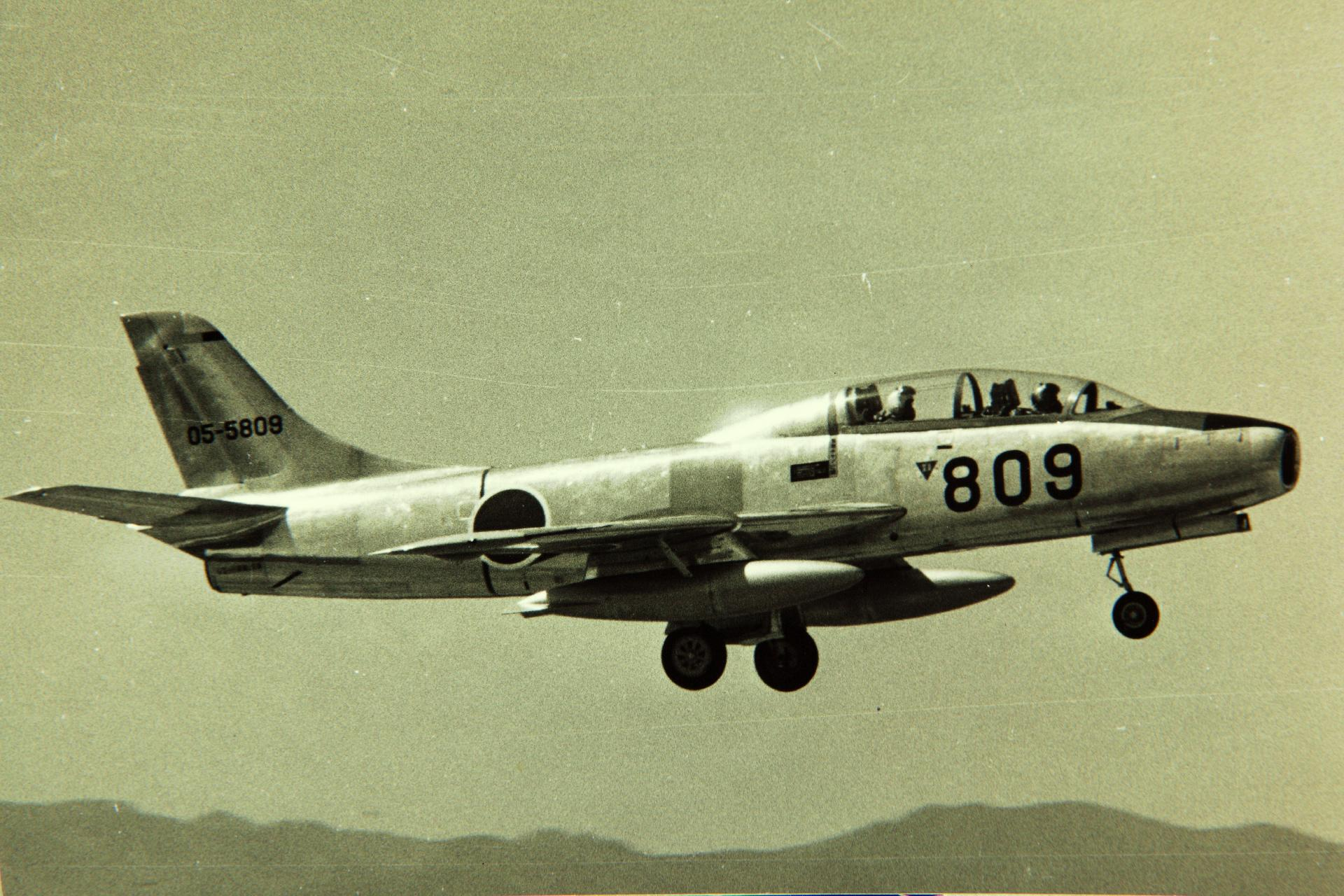
Fuji T-1A

El T-1 fue el primer avión a reacción construido en Japón después de la Segunda Guerra Mundial. El T-1A estaba equipado con el motor turbojet de origen británico Bristol Siddeley Orpheus, mientras que el T-1B montaba el turbojet Ishikawajima-Harima J3.

## Variantes
- T1F1 : Prototipo.
- T-1A (T1F1) : Equipado con un motor Bristol Siddeley Orpheus Mk 805. La denominación original era T1F2. 46 unidades construidas.
- T-1B (T1F2) : Equipado con un motor Ishikawajima-Harima J3-IHI-3. 20 unidades construidas.
- T-1C : Conversiones de aeronaves fabricadas, equipándose con motores Ishikawajima-Harima J3-IHI-7.

## Operadores
- Japón
  - Fuerza Aérea de Autodefensa de Japón

## Especificaciones (T-1A)
Referencia datos: Jane's All The World's Aircraft 1965-66

### Características generales
- Tripulación: 2
- Longitud: 12,1 m (39,8 ft)
- Envergadura: 10,5 m (34,4 ft)
- Altura: 4,1 m (13,4 ft)
- Superficie alar: 22,2 m² (239,2 ft²)
- Perfil alar: K-561/K-569
- Peso vacío: 2420 kg (5333,7 lb)
- Peso cargado: 4150 kg (9146,6 lb)
- Peso máximo al despegue: 5000 kg (11 020 lb)
- Planta motriz: 2× turbojet Bristol Siddeley Orpheus Mk 805.
  - Empuje normal: 17,8 kN (1814 kgf; 3999 lbf) de empuje cada uno.

### Rendimiento
- Velocidad máxima operativa (Vno): 925 km/h (575 MPH; 499 kt)
- Velocidad crucero (Vc): 620 km/h (385 MPH; 335 kt)
- Alcance: 1300 km (702 nmi; 808 mi)
- Alcance en ferry: 1950 m (6398 ft)
- Techo de vuelo: 14 400 m (47 244 ft)

### Aeronaves similares
- Aero L-29 Delfín
- Aermacchi MB-326
- Soko G-2 Galeb

### Secuencias de designación
- Entrenadores militares japoneses: T-1 · T-2 · T-3 · T-4 · T-5 · T-7